# Psyche elongatella
Psyche elongatella är en fjärilsart som beskrevs av Igor Kozhanchikov 1956. Psyche elongatella ingår i släktet Psyche och familjen säckspinnare. Inga underarter finns listade.